# 33058 Kovařík
33058 Kovařík è un asteroide della fascia principale. Scoperto nel 1997, presenta un'orbita caratterizzata da un semiasse maggiore pari a 2,2861758 UA e da un'eccentricità di 0,1015119, inclinata di 6,32937° rispetto all'eclittica.